# Конвой H-16
Конвой H-16 — японський конвой часів Другої світової війни, проведення якого відбувалось у січні — лютому 1944-го.
H-16 належав до серії конвоїв, які в 1943—1944 роках ходили між важливим транспортним хабом у Манілі та островом Хальмахера зі складу Молуккського архіпелагу (північний схід Нідерландської Ост-Індії), який, зокрема, відігравав важливу роль у постачанні японських сил на заході Нової Гвінеї.
До складу конвою увійшли транспорти «Вельс-Мару» (Wales Maru), «Фусо-Мару», «Мідзухо-Мару» (Mizuho Maru) та «Сіеттл-Мару», тоді як охорону забезпечував патрульний корабель PB-105.
28 січня 1944-го загін вийшов з Маніли. Хоча його маршрут пролягав через кілька районів, де традиційно патрулювали ворожі підводні човни, цього разу операція пройшла без інцидентів і 8 лютого японський загін досягнув затоки Кау на острові Хальмахера.